# Tetracme leptopoda
Tetracme leptopoda är en korsblommig växtart som beskrevs av M.G. Pachomova. Tetracme leptopoda ingår i släktet Tetracme och familjen korsblommiga växter. Inga underarter finns listade i Catalogue of Life.